# Bibi & Tina: Voll verhext!
Bibi & Tina: Voll verhext! ist ein deutscher Spielfilm im Musicalstyle des Regisseurs Detlev Buck aus dem Jahr 2014, der auf der Kinderhörspielserie Bibi und Tina basiert, welche wiederum auf der von Elfie Donnelly erfundenen Hexe Bibi Blocksberg und ihrer Freundin Tina basiert. Der deutsche Kinostart war am 25. Dezember 2014. Der Film ist die Fortsetzung des ebenfalls von Buck inszenierten Films Bibi & Tina, der im März 2014 in den Kinos lief.

## Handlung
Die Halbbrüder Tarik und Ole brechen im Auftrag des Hehlers Angus Naughty in das Schloss Falkenstein ein und entwenden dort eine Gemäldesammlung und die Monokelsammlung des Grafen Falko von Falkenstein. Der Graf alarmiert die Polizei, die sofort die Ermittlungen aufnimmt. Er verliebt sich in die Kriminalhauptkommissarin Greta Müller.
Einige Tage später verteilen Bibi und Tina Werbematerial für den finanziell angeschlagenen Martinshof. Hierbei stoßen sie auf einen Wohnwagen, in dem Ole und Tarik gemeinsam mit drei weiteren Halbgeschwistern leben. Ihre Mutter befindet sich auf einer Kur, und die fünf Geschwister sind auf sich allein gestellt. Als Bibi Tarik das erste Mal begegnet, verliebt sie sich auf den ersten Blick in ihn. Dass Tarik und sein Bruder hinter dem Einbruch im Schloss stecken, wissen Bibi und Tina nicht.
Angus Naughty wird von Bibi und Tinas Widersacher aus dem ersten Spielfilm, Hans Kakmann, beauftragt, den wertvollen Hengst Fantastico aus den Stallungen des Schlosses Falkenstein zu stehlen. Naughty betraut seinerseits wiederum Tarik und Ole mit dieser Aufgabe. Damit sie erst einmal reiten lernen, schickt er Tarik und seine Geschwister in Reiterferien auf den Martinshof.
Bibi, Tina und ihr Freund Alex wollen herausfinden, wer ins Schloss eingebrochen ist. Hierbei kommt es zu einem Bruch zwischen Bibi und Tina, weil Bibi ihre Freizeit verstärkt mit Tarik verbringt. Die beiden vertragen sich jedoch schnell wieder und treiben bestärkt ihre Ermittlungen voran. Weil Tarik unbeabsichtigt Täterwissen preisgibt, geraten sein Bruder und er in Verdacht. Letztlich misslingt der Versuch von Tarik und Ole, Fantastico aus seinem Stall zu stehlen. Zudem plagen Tarik massive Gewissensbisse, und er beichtet Bibi seine Missetaten. Zwar gelingt Naughty zunächst die Flucht, er wird aber letztlich gestellt und der Polizei übergeben.
Nun will Hans Kakmann ein großes Kostümfest, das Graf Falkenstein auf seinem Schloss veranstaltet, nutzen, um Fantastico doch noch zu bekommen. Sein Plan wird aber von Bibi und Tina durchschaut, und sie stellen Kakmann eine Falle. Während Kakmann von Bibi mit einem Zauber an einen Baum gefesselt wird, feiern die anderen ausgelassen.
Tarik und Ole gehen zunächst straffrei aus und verbringen weiterhin ihre Ferien auf dem Martinshof, wo sie wohl auch ihre zu erwartende Strafe in Form von Sozialstunden ableisten sollen.

## Hintergrund
Gedreht wurde im Sommer 2014 unter anderem in Brandenburg und Sachsen-Anhalt auf Schloss Vitzenburg in der Nähe der Kleinstadt Nebra. Im Ort Nudow dient der markante Holzbau, die  Bockwindmühle – Alte Mühle, Angus Naughty als Quartier.
Das Fahrzeug, das Angus Naughty im Film verwendet, ist ein Framo V 901/2.

## Soundtrack
| Titel                      | Gesungen von                    | Länge |
| -------------------------- | ------------------------------- | ----- |
| Bibi & Tina (Voll verhext) | Holger Martin                   | 1:44  |
| 98 Prozent                 | Greta Müller                    | 2:21  |
| Big Bang                   | Bibi Blocksberg & Holger Martin | 3:05  |
| No risk, no fun            | Bibi Blocksberg & Tarik Schmüll | 2:39  |
| Ich bleib hier             | Bibi Blocksberg                 | 3:00  |
| Auf einer Welle            | Tina Martin                     | 2:40  |
| Hau 'n Ei rein             | Susanne Martin                  | 1:21  |
| Liebe People               | Tarik & Kathi Schmüll           | 3:03  |

## Kritik
Die Bild am Sonntag urteilte, Buck hat aus der Vorlage ein „furioses Trashical gemacht, voll jugendlicher Sorglosigkeit und Melancholie“. Seine Verfilmung habe „wenig mit der kreuzbraven Hörspielreihe gemein“. TV Spielfilm befand den Film als ein „knallbuntes Ferienabenteuer“, eine „tolle Fortsetzung“, deren zahlreiche Gesangsnummern „diesmal etwas gebremster ausfallen“. Der film-dienst meinte, im Film würden „erneut Mädchen-Pferdefilm, Sommerkrimi und buntes Pop-Musical miteinander verknüpft werden, ohne dass der Film annähernd die verspielte Selbstironie und den augenzwinkernden Humor des Vorgängers erreicht“.

## Fortsetzungen
Am 29. April 2015 wurde die Produktion eines dritten Teils auf der Facebook-Seite von Bibi & Tina angekündigt. Die Dreharbeiten hierfür fanden noch im Sommer desselben Jahres statt. Der Film Bibi & Tina – Mädchen gegen Jungs kam schließlich am 21. Januar 2016 in die Kinos. Der vierte Teil mit dem Titel Bibi & Tina: Tohuwabohu Total wurde ebenfalls von Detlev Buck inszeniert und startete am 23. Februar 2017 in den deutschen Kinos. Ab 2020 folgte die TV-Serie, Bibi & Tina – Die Serie mit Katharina Hirschberg und Harriet Herbig-Matten in den Titelrollen. Am 27. Juli 2021 begannen mit den Darstellern der Serie die Dreharbeiten für einen fünften Kinofilm Bibi & Tina – Einfach anders, dessen Kinostart am 21. Juli 2022 erfolgte.